# John Terry (actor)
John Terry (Vero Beach, Florida; 25 de enero de 1950) es un actor estadounidense de cine y televisión.

## Biografía
Nacido en Florida, su padre ejerció de cirujano en Vero Beach, lugar en el que Terry estudió. Fue educado en la prestigiosa escuela Loomis Chaffee en Windsor, Connecticut. Tuvo papeles pequeños en un teatro local hasta que se trasladó a Alaska. Se convirtió en actor cuando tenía alrededor de 30 años, época en la que se fue a vivir a Nueva York.
Debutó en el cine con la película fantástica Hawk the Slayer. Después de trabajar en televisión interpretó al teniente Lockhart en Full Metal Jacket y a Felix Leiter en la película de James Bond The Living Daylights. Después fue un veterano de Vietnam traumatizado en In Country. Más tarde protagonizó como el padre de Ben Affleck en la miniserie Against the Grain. En 1992 también interpretó a Slim en la película Of Mice and Men.
Apareció en el primer episodio de ER como el doctor Div Cvetic. Tras eso, apareció en la serie 24 interpretando a Bob Warner y en Las Vegas. También ha aparecido en la serie Lost haciendo el papel de Christian Shephard, un médico alcohólico que es el padre del protagonista de la serie.
También ha actuado como estrella invitada en un episodio de Law & Order, además de aparecer en la miniserie de Steven Spielberg, Into the West. Ha actuado también en la película Zodiac.

## Filmografía
- Lost - Christian Shephard (18 episodios, 2004-2010)
- Wildfire - Uncle Jesse (4 episodios, 2007-2008)
- Lost: Missing Pieces - Christian Shephard (2 episodios, 2007-2008)
- Crazylove (2005) - Sr. Mayer
- Into the West (2005) - Jacob Wheeler
- Las Vegas - Larry McCoy (4 episodios, 2003-2004)
- 24 - Bob Warner (12 episodios, 2002-2003)
- Blue Valley Songbird (1999) - Hank
- Bad As I Wanna Be: The Dennis Rodman Story (1998) - Padrastro de Rodman
- Heartwood (1998) - Joe Orsini
- The Big Green (1995) - Edwin V. Douglas
- ER - Dr. David 'Div' Cvetic (8 episodios, 1994)
- Iron Will (1994) - Jack Stoneman
- Reflections on a Crime (1994) - James
- A Dangerous Woman (1993) - Steve Bell
- Of Mice and Men (1992) - Slim
- Passion (1991) - Jack Keenan
- Silhouette (1990) - Diputado Pete Schroeder
- In Country (1989) - Tom
- James Bond: Living Daylights (1987) - Felix Leiter
- The Scarlet and the Black (1983) - Teniente Jack Manning
- Wilhelm Cuceritorul (1982) - Harold
- Tuxedo Warrior (1982) - Wiley
- There Goes the Bride (1980) - Nicholas Babcock
- Hawk the Slayer (1980) - Hawk
- Soap - Capataz (1 episodio, 1978)